# Hugues-Renaud de Bar
Pour les articles homonymes, voir Hugues de Bar.
Hugues-Renaud de Bar, dit aussi Raynard/Reynard, parfois de Bar-sur-Seine, mort en 1085, est un religieux de la fin du XIe siècle, issu de la lignée comtale de Tonnerre, les Milonides, héritier des comtés de Tonnerre et de Bar-sur-Seine, devenu évêque de Langres à partir de 1065 jusqu'à sa mort.

## Biographie

### Origines
Raynard/Reynard, surnommé Hugues, que l'on trouve plus récemment sous la forme Hugues-Renaud, est issu de la lignée des Milonides, qui possède le titre sur le comté de Tonnerre, à partir de la fin du Xe siècle. Il est le fils de Miles (Mille, Millon) [V] († v. 1046/48), comte de Tonnerre (1022, 1043), et d'Azeka/Azeko, dite [de Bar] ou [de Breteuil],.
Il est également le cousin de son prédécesseur Harduin de Tonnerre

### Carrière ecclésiastique et héritage
Hugues-Renaud entame une carrière ecclésiastique. Il est clerc et chanoine du chapitre cathédral de Langres lorsqu'il hérite de son père des comtés de Tonnerre et Bar-sur-Seine.
Hugues-Renaud cède par la suite le comté de Tonnerre à sa cousine Ermengarde de Tonnerre, épouse de Guillaume Ier de Nevers, déjà comte de Nevers et d'Auxerre,.
Il le cède, vers 1070, à sa sœur Eustachie de Tonnerre et à son mari Gautier Ier de Brienne (qu'il nomme son héritier), comte de Brienne,.

### Épiscopat
En 1065, il est élu pour succéder à son cousin Harduin de Tonnerre, qui vient de décéder, sur le trône de l'évêché de Langres,. Il est inscrit dans la liste épiscopale sous le nom Rainardus, dans la Gallia Christiana (Raynard).
Savant et lettré, il écrit sur la présence réelle et traduit de grec en latin la vie de Saint-Mammès
En 1066, il sert de médiateur entre le duc de Bourgogne Robert Ier et l'abbé de Saint-Bénigne de Dijon au sujet de la possession d'un faubourg de Dijon.
En 1068, il devient bienfaiteur de l'Abbaye Saint-Michel de Tonnerre et lui donne l'église Saint-Colombe de Tonnerre.
En 1068, il fait réparer l'église de Bar-sur-Seine, fondée par ses ancêtres et alors très endommagée, la place sous le vocable de la Sainte-Trinité et la confie à l'Abbaye Saint-Michel de Tonnerre, et l’érigea en prieuré après lui avoir fait différentes donations, dont deux moulins sur la Seine. Il aurait également fait ériger de nouvelles fortifications autour de Bar-sur-Seine.
En 1069, il a un différend avec l'abbaye de Pothières, qui était située dans son diocèse et dont il avait la garde en tant que comte de Tonnerre, mais qui relevait du Saint-Siège. Comme ses prédécesseurs, il avait essayé à plusieurs reprises de la soumettre à son autorité, mais en vain. Il se présente alors devant l'abbaye à la tête d'une petite armée, en défonce les portes, la pille puis la brûle ainsi que le village attenant. Le pape Alexandre II emploie alors les censures contre lui, et Hugues-Renaud en éprouve une grande peine. L'abbé de Pothières intercède alors en sa faveur et l'évêque repentant obtient alors sa grâce. Il est donc permis de supposer que les carnages commis ont dépassé les intentions de l'évêque. Il fera par la suite de grandes largesses à cette abbaye.
En 1070, il est emprisonné dans la tour de Noyon par le roi des Francs Philippe Ier pour avoir soutenu avec trop de vigueur les
intérêts de ses neveux. Pendant cette période, il aurait composé l'hymne Gloria laus, même si cette œuvre est plus généralement attribuée à Théodulf, évêque d'Orléans.
En 1072, il donne à l'abbaye de Montier-en-Der, du consentement de sa sœur, Eustachie, et son héritier Gautier Ier de Brienne, son fief de Pothemout (Épothémont), au nord-est de Brienne-le-Château.
En 1075, il aide Saint Robert à fonder l'abbaye de Molesme et lui fait diverses libéralités.
Vers 1076, il fait par dévotion le voyage de Constantinople où il rencontre l'empereur byzantin qui lui donne, à la suite de divers services rendus, un bras de saint Mammès, qu'il rapportera à la cathédrale de Langres.
En 1077, à la demande du pape Grégoire VII, il participe au concile d'Autun où son archidiacre Gébuin est élu archevêque de Lyon. Lors du même concile, il obtient qu'un un certain Jarenton, prieur de la Chaise-Dieu, devienne abbé de l’abbaye Saint-Bénigne de Dijon.
En 1080, il se trouve aussi aux conciles de Meaux et de Saintes, et tient un synode à Langres où il fait une donation à l'abbaye de Bèze.
En 1080, à la mort de son beau-frère Gautier Ier de Brienne, il administre alors les comtés de Brienne et de Bar-sur-Seine pour ses neveux Érard Ier de Brienne et Milon de Brienne, trop jeunes pour gouverner.
Hugues-Renaud meurt en 1085.